# Церква Воздвиження Хреста Господнього (Астахов)
 Церква Воздвиження Хреста Господнього  (рос. Церковь Воздвижения Креста Господня) — православний храм в хуторі Астахов Кам'янського району Ростовської області; Шахтинська й Міллеровська єпархія, Кам'янське благочиння.

## Історія
Коли в станиці Каменській (нині місто Кам'янськ-Шахтинський) було побудовано й освячено в 1792 році кам'яну церкву Покрови Пресвятої Богородиці, то стара дерев'яна церква, збудована у 1748 році, була викуплена козацьким полковником Іваном Скасирським і перевезена в слободу Скасирську, де в 1795 році вона була відтворена й освячена з новим ім'ям — Воздвиження Хреста Господнього. У 1906 році в слободі було розпочато будівництво нової цегляної церкви, яка була збудована в 1912 році. Дерев'яну будівлю колишньої церкви було знову розібрано і передано в хутір Астахов, де вона почала зводитися в листопаді 1913 року на підставі рішення будівельного відділу Обласного правління Війська Донського з тією ж назвою — Воздвиження Хреста Господнього. Храм був побудований і освячений в 1914 році.
Вперше побудована в середині XVIII століття, переживши три будівництва, а також революцію, громадянську та німецько-радянську війни, церква працює по теперішній час. Є пам'яткою регіонального значення (згідно з постановою Глави адміністрації Ростовської області № 69 від 14 березня 1994 року).
Настоятель храму — протоієрей Іоанн Єлатонцев, нагороджений медаллю «За заслуги перед Шахтинської єпархією».

## Архітектура
Однокупольний однопрестольний храм. Спочатку був зрубаний з дубових пластин, внаслідок чого зберіг міцність донині. Територія церкви обнесена парканом, на подвір'ї є господарські будівлі, будівля недільної школи, будинок настоятеля і баптистерій (досить рідко зустрічається, коли хрестильне приміщення збудовано окремо від церкви). В баптистерії в підлозі виконана купіль для дорослих і є переносна купіль для дітей. Ще в 2013 році вигляд будівлі храму відрізнявся від теперішнього — оздоблений дерев'яними дошками, пофарбований у білий колір з синіми обводами. Купол був синій з золотими зірками. Пізніше Хрестовоздвиженський храм був оздоблений сучасним матеріалом (блок-хаус) світло-коричневого кольору з коричневими воланами і такого ж кольору дахом. У 2016 рік церковний двір було вимощено плиткою.
Посередині молитовного залу (з центру купола) підвішена люстра, яка досі освітлює приміщення не електричними лампами, а свічками. Триярусний іконостас. Стіни храму прикрашені багатьма іконами, деякі з них давні й досить рідкісні. Одна з них — Августівської Божої Матері, унікальна і незвичайна — на ній зображені козаки російської армії під час молитви, яким в Першу світову війну явилася Божа Матір під містом Августів (нині в Польщі).
У церкві є два криласи — один у молитовному залі (для читця), другий — при вході до зали, на другому поверсі, де знаходяться півчі. На зовнішній стіні другого криласу знаходиться копія невідомого автора картини І. Ю. Рєпіна «Микола Мирлікійський звільняє від смертної кари трьох невинно засуджених».